# Chorostków (Tustań)
Chorostków (ukr. Хоростків), Chorostków Polski – dawna wieś, od 1983 część wsi Tustań (ukr. Тустань) na Ukrainie w rejonie iwanofrankiwskim obwodu iwanofrankiwskiego, nad Gniłą Lipą.

## Historia
Chorostków to dawniej samodzielna wieś. W II Rzeczypospolitej stanowiła gminę jednostkową Chorostków w powiecie stanisławowskim w województwie stanisławowskim. 1 sierpnia 1934 roku w ramach reformy na podstawie ustawy scaleniowej Chorostków wszedł w skład nowej zbiorowej gminy Delejów, gdzie we wrześniu 1934 utworzył gromadę.
Podczas II wojny światowej w gminie Halicz w powiecie stanisławowskim w dystrykcie Galicja.
Po wojnie włączony w struktury ZSRR.